# Castello di Castellar
Il castello di Castellar (Castillo de Castellar o Castellar Viejo) è un antico borgo fortificato andaluso, parte del comune di Castellar de la Frontera, in provincia di Cadice.
Posto su uno sperone roccioso in pieno Parco naturale Los Alcornocales, tra i fiumi Guadarranque e Hozgarganta, divide il bacino artificiale del Guadarranque e i boschi circostanti dall'abitato di Castellar de la Frontera. Dalla ripida altura si ha un'ottima visuale della baia di Algeciras, la Rocca di Gibilterra e le coste africane.

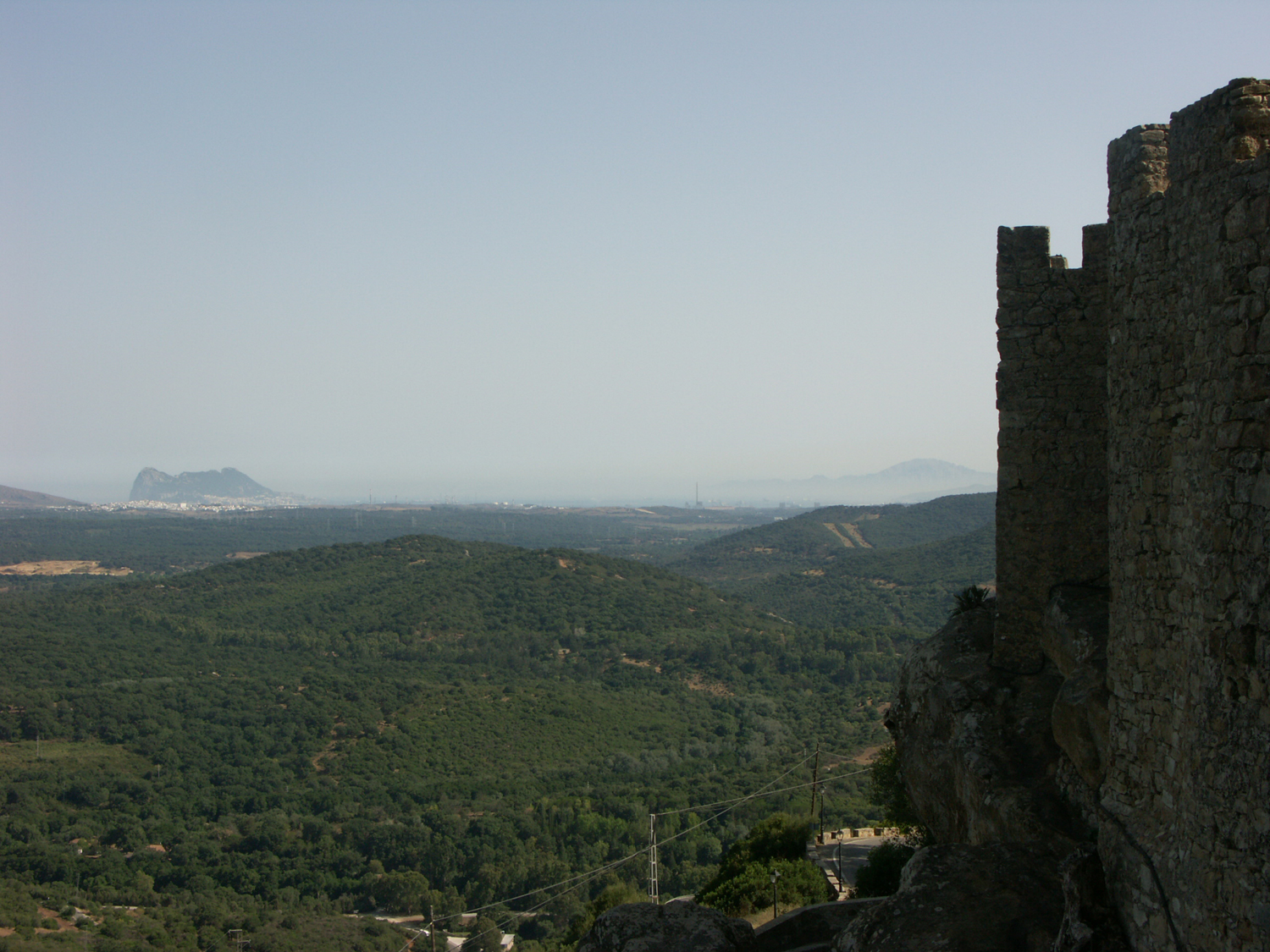
Gibilterra e il Marocco visti da Castellar

## Storia
Il castello è stato eretto nel XIII secolo e deve il suo nome, comune a molte altre località andaluse, alla sua antica posizione di frontiera a difesa dei regni di Taifa contro gli attacchi dei sovrani cristiani.
La cinta muraria nasride risale al XIII secolo; all'interno della fortificazione si trova il palazzo dei Conti di Castellar, la Torre del Homenaje e la chiesa del Divin Salvatore (XVII secolo).

Dopo un restauro parziale effettuato nel 1979, la struttura rimane integra e in buono stato di conservazione. Essendo uno dei pochi esempi di fortificazione medievale abitata che ancora si mantenga intatta, è stata dichiarata dal governo spagnolo Bene d’interesse culturale. Nel 1993 ha ottenuto inoltre un riconoscimento speciale dalla Junta de Andalucía, assieme ad altri castelli della comunità autonoma.

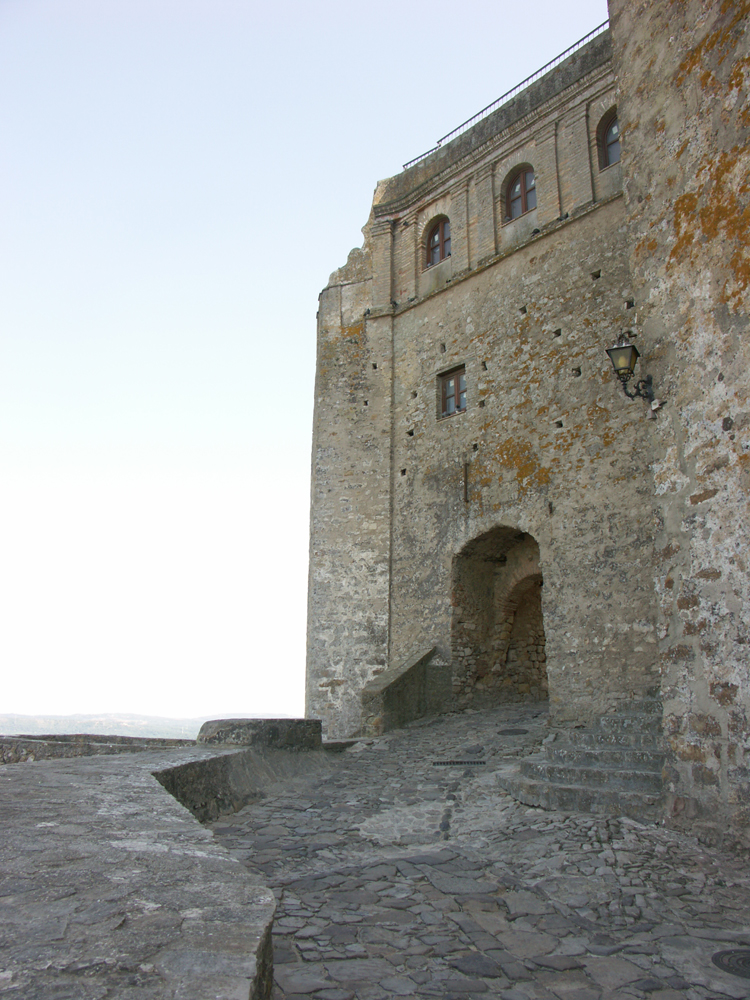
Particolare del palazzo dei Conti di Castellar

## Urbanistica

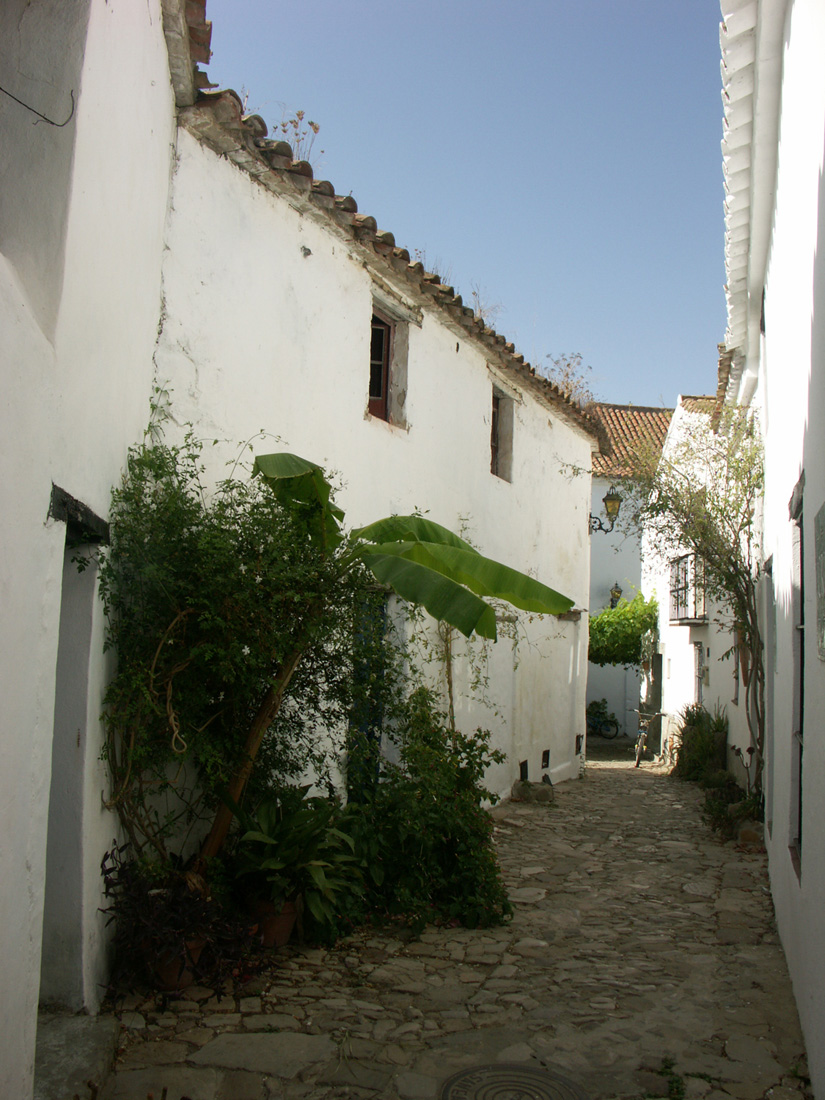
Una strada del centro

Il nucleo è costituito da un piccolo agglomerato di case inglobato in una fortezza strutturata come un'alcazaba, con una zona militare chiaramente separata dai quartieri amministrativi e civili.
All'interno del paese vi è una piccola piazza d'armi dalla quale si accede alla zona abitativa interna nella quale la disposizione e la struttura delle case e l'assetto viario ricordano centri urbani di origine islamica ancora esistenti.
La pianta a forma irregolare è circondata da una cinta muraria provvista di elementi difensivi come barbacani, feritoie per gli arcieri, merlature a sommità squadrata, torrioni di difesa circolari e quadrangolari, torri angolari. Le torri all'entrata, che difendono l'accesso al castello, racchiudono una porta angolare aperta sotto un arco a ferro di cavallo.